# Airport T1 metróállomás
Airport T1 a Spanyolországban, Barcelonában található barcelonai metró L9-es vonalának végállomása. A metróállomáson átszállhatunk a Josep Tarradellas Barcelona-El Prat repülőtér 1-es termináljáról induló repülőgépekre.

## Metróvonalak
Az állomást az alábbi metróvonalak érintik:
- 9-es metróvonal

## Kapcsolódó állomások
Az állomáshoz az alábbi állomások vannak a legközelebb:
- Aeroport Terminal de Càrrega station (Zona Universitària, 9-es metróvonal)